# Турка
Ту́рка, джезва (тур. cezve из араб. جذوة‎) — сосуд для приготовления кофе по-турецки, представляющий собой ковшик с длинной ручкой и характерным заужением кверху. Традиционная турка изготавливается из меди с оловянным покрытием внутри.
Во многих странах мира, в том числе в США, турка известна под названием ибрик (араб. دلة‎ إبريق, древн. перс. āpraiča: āp — вода и raiča — наливать).

## Срджеп
Армянской разновидностью турки является срджеп (сэрче́п, сэрчэ́п, арм. Սրճեփ). Срджеп представляет собой конический сосуд с отогнутым носиком и длинной ручкой.
Для изготовления срджепа сначала выдавливают её наоборот — не сужающуюся кверху, а расширяющуюся. Вращающуюся медную или мельхиоровую заготовку прижимают к форме хорошим давилом с твёрдосплавным наконечником, после чего переворачивают конус вверх ногами, с узкой части срезают образовавшееся там донышко, а к широкой нижней части припаивают донышко, сделанное отдельно. После того как медный или мельхиоровый корпус отформован, на него наносят чеканку, которая должна быть только ручной.
После чеканки производится отжиг. Удары чекана создают в кофеварке наклёп, внутренние напряжения и для того, чтобы изделие сохранило механическую прочность и не разлетелось в куски от случайного удара, наклёп снимают, отжигая кофеварку при 500—600° и быстро охлаждая. Медный или мельхиоровый срджеп необходимо лудить изнутри, чтобы избавить организм человека от возможного контакта с ядовитыми соединениями меди.
Традиционно срджепы покрываются национальными орнаментами.